# Lars Hård
Lars Hård är en litterär figur av arbetarförfattaren Jan Fridegård. Lars Hård är en statarson, som växer upp på landsbygden under 1930-talet. Författaren själv hade bakgrund som statarson i Uppland.
Lars Hård är huvudperson i romantrilogin Jag Lars Hård (1935), Tack för himlastegen (1936) och Barmhärtighet (1936). Trilogin fick sedan en fortsättning när Fridegård skrev romanerna Här är min hand (1942) och Lars Hård går vidare (1951).
I filmen Lars Hård från 1948 spelas Hård av George Fant.